# Скурцоленго
Скурцоленго (итал. Scurzolengo) — коммуна в Италии, располагается в регионе Пьемонт, в провинции Асти.
Население составляет 645 человек (2008 г.), плотность населения составляет 121 чел./км². Занимает площадь 5 км². Почтовый индекс — 14030. Телефонный код — 0141.
Покровителем коммуны почитается святой Лаврентий, празднование 10 августа.

## Демография
Динамика населения:

## Администрация коммуны
- Официальный сайт: